# ولیکا پتروگرسکا
ولیکا پتروگرسکا (به لاتین: Velika Petrovagorska) یک زیستگاه انسانی در کرواسی است.